# Cezary Harasimowicz

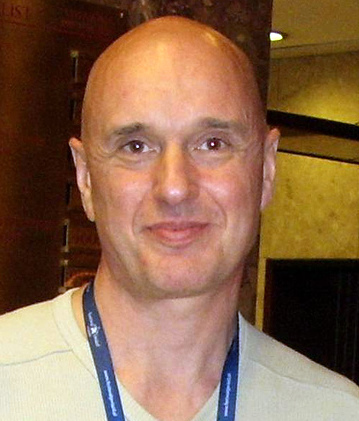
Cezary Harasimowicz (2007)

Cezary Harasimowicz (* 20. August 1955 in Łódź) ist ein polnischer Drehbuchautor und Schauspieler.

## Leben
Harasimowicz gehört zu den angesehensten Drehbuchautoren Polens. Seinen internationalen Durchbruch hatte er mit dem Flüchtlingsdrama zweier Jungen aus Polen: 300 Meilen bis zum Himmel, der 1989 für den Europäischen Filmpreis nominiert war. Mitte der 1990er Jahre nahm Harasimowicz an der Drehbuchwerkstatt des Sundance Institute von Robert Redford teil. Mittlerweile entstanden 10 Spielfilme und Fernsehserien nach Drehbüchern von Cezary Harasimowicz. 1997 wurde sein Drehbuch für den Film Bandyta (deutscher Titel: Bastard – Willkommen im Paradies) auf dem Polnischen Filmfestival in Gdynia ausgezeichnet. Die Hauptrolle in diesem Film spielte Til Schweiger, der als bester Schauspieler ebenfalls ausgezeichnet wurde. 2005 schrieb Harasimowicz das Drehbuch für die Verfilmung der Erzählung Unkenrufe – Zeit der Versöhnung von Günter Grass. Neben seinen Drehbüchern veröffentlichte er drei Erzählungen. Er ist Dozent für das Schreiben von Drehbüchern und Mitglied der Europäischen Filmakademie.
Er ist mit der Schauspielerin Grażyna Wolszczak liiert.